# Gerd-Christian Wagner
Gerd-Christian Wagner (* 12. November 1964 in Varel) ist ein deutscher Politiker (seit 1986: SPD). Er ist seit 1. November 2006 Bürgermeister seiner Geburtsstadt.

## Leben
Gerd-Christian Wagner erwarb am Lothar-Meyer-Gymnasium in Varel das Abitur. Danach absolvierte er eine Ausbildung zum Verwaltungsfachangestellten bei der Stadt Varel und den Vorbereitungsdienst für den gehobenen allgemeinen Verwaltungsdienst mit dem Abschluss als Diplom-Verwaltungswirt (FH). Später arbeitete er als Verwaltungsbeamter bei der Stadt Varel, im Bundesamt für die Anerkennung ausländischer Flüchtlinge und an der Carl von Ossietzky Universität Oldenburg. Im Jahre 2001 schloss er ein Studium der Betriebswirtschaftslehre als Diplom-Kaufmann ab.
Von 2002 bis 2006 war Wagner Erster Stadtrat, seit dem 1. November 2006 ist er hauptamtlicher Bürgermeister der Stadt Varel. Er wurde 2021 wiedergewählt; seine jetzige Amtszeit läuft bis zum 31. Oktober 2026.

## Weitere Ämter
Wagner ist außerdem Vorsitzender der Schutzgemeinschaft Deutsche Nordseeküste.